# Баранов, Алексей Михайлович
Алексей Михайлович Баранов (15 августа 1865 — после 1926) — офицер Русской императорской армии, полковник, дворянин, востоковед и путешественник, участник Русско-японской войны, исследователь Маньчжурии и Монголии, имевший репутацию одного из ведущих специалистов-монголоведов российской армии.

## Служебная биография
Ведёт своё происхождение из потомственных дворян Санкт-Петербургской губернии. Получил образование в 1-й военной гимназии и 1-м Павловском военном училище. После этого в 1844 году был направлен в 8-ю артиллерийскую бригаду, откуда уволился по болезни в 1887 году. В этом же году получил звание губернского секретаря и причислен к департаменту таможенных сборов.
В 1888 году переведён в пограничную стражу с переименованием в корнеты на должность отрядного офицера Вержболовской бригады. В 1889 году прикомандирован к штабу Ломжинской бригады и с 1891 по 1894 год временно осуществлял командование различными её отрядами. В 1894 году им было получено звание отрядного офицера, затем в 1897 году — должность обер-офицера для поручений. В 1900 году он был командирован в охранную стражу КВЖД на должность командира 31-й сотни. В апреле-июне 1905 года командировался в Халху и аймак Цэцэн-хан для изучения экономической и политической ситуации в восточных и северо-восточных районах Монголии. С сентября по декабрь этого же года возглавил экспедицию в Халху, Шилингольский, Чжоуданский и Джеримский сеймы. В 1906 году стал младшим офицером 27-й сотни Заамурского округа пограничной службы и прикомандирован к штабу округа. Служил в органах военной разведки штаба округа, совершил несколько экспедиций по Монголии. На примере его служебной карьеры можно утверждать, что российская военная администрация активно занималась агентурной разведкой в Монголии и Маньчжурии, налаживая контакты с местными элитами, которые закрывали глаза на его деятельность по сбору разведданных.
В сентябре-октябре 1906 года был направлен в княжество Чжасакту-вана и область Таонаньфу, в ставку Цаган-хутухты. В январе 1907 года на имя министра финансов Коковцева им была представлена секретная записка о политических, дипломатических, экономических, культурно-просветительских и иных мерах, необходимых для укрепления российского влияния в Монголии. В этой записке была высказана идея об организации специализированной русско-монгольской школы и выпуске газеты на монгольском языке.
В 1908 году назначен помощником командира 3-го отряда, в 1909 году — командиром 2-го дивизиона 2-го отряда. В 1910 году стал старшим адъютантом штаба округа, в 1912 году — штаб-офицером для поручений при штабе Заамурского округа пограничной службы. В этом же году ему было присвоено звание полковника. Принимал участие в походе в Китай 1900—1901 годов и в русско-японской войне 1904—1905 годов.

## Научные результаты
А. М. Баранов свободно владел монгольским языком и его перу принадлежит ряд научных трудов по истории, географии, экономике и государственному устройству монгольских княжеств. В сотрудничестве с полковником Н. Г. Володченко им было учреждено отделение Императорского Общества Востоковедения в Заамурском округе пограничной службы. Занимался редакционной работой в «Известиях Харбинского отделения Императорского Общества Востоковедения». После Октябрьской революции 1917 года остался в Маньчжурии и много работал совместно с эмигрантскими сообществами востоковедов, публиковался по темам истории, экономики, этнографии Монголии и Маньчжурии. Какое-то время возглавлял в Харбине историко-этнографическую секцию Общества изучения Маньчжурского края, провёл значительную работу по поиску, обнаружению, регистрации и охране древних памятников Северо-Восточного Китая.

## Публикации и научные труды
- А. М. Баранов. Барга, Халха и Джеримский сейм. — Харбин: Издательство штаба Заамурского округа пограничной службы, 1905.
- А. М. Баранов. Барга и Халха. — Харбин: Материалы по Маньчжурии, Монголии, Китаю и Японии. Вып. 2.
- А. М. Баранов. Монголия, Дидернский сейм. — Харбин: Приложение к Материалам по Маньчжурии, Монголии, Китаю и Японии, 1905.
- А. М. Баранов. Монголия. Краткие сведения о политическом состоянии Монголии. — Харбин, 1906.
- А. М. Баранов. Наши торговые задачи в Монголии. — Материалы по Маньчжурии, Монголии, Китаю и Японии (выпуск 9). — Харбин: Издательство разведывательного отделения Заамурского округа пограничной службы, 1907.
- А. М. Баранов. Харачины в хошуне Чжасактувана. — Материалы по Маньчжурии, Монголии, Китаю и Японии (выпуск 10). — 1907.
- А. М. Баранов. Словарь монгольских терминов. А—Н. — Материалы по Маньчжурии, Монголии, Китаю и Японии (выпуск 11). — 1907.
- А. М. Баранов. Словарь монгольских терминов. О—Ф. — Материалы по Маньчжурии, Монголии, Китаю и Японии (выпуск 36). — 1910.
- А. М. Баранов. Северо-восточные сеймы Монголии. — Материалы по Маньчжурии, Монголии, Китаю и Японии (выпуск 16). — Харбин: Издательство штаба Заамурского округа пограничной службы, 1907.
- и ряд других.

## Первоисточники
- Послужный список старшего адъютанта штаба Заамурского округа пограничной службы Баранова А. М., РГВИА, ф. 409, д. 195—327, 1912 год
- Список генералам, штабс- и обер-офицерам и классным чинам Заамурского округа Отдельного корпуса пограничной стражи по состоянию на 1 мая 1914 года
- А. Д. Руднев. Баранов А. М. Словарь монгольских терминов. — Харбин, 1907.
- и другие.